# Linda Lee Cadwell
Linda Lee Cadwell (Everett, Washington, 21 de marzo de 1945) es una educadora, artista marcial, escritora y ocasional actriz estadounidense. Es la viuda del maestro de artes marciales y actor Bruce Lee (1940-1973) y la madre del actor Brandon Lee (1965-1993), ambos fallecidos.

## Biografía y carrera
Linda nació en Everett, Washington, hija de Vivian R. Hester y Everett Emery. Su familia era bautista y de ascendencia sueca, irlandesa e inglesa. Conoció al artista marcial Bruce Lee mientras asistía a la Escuela Secundaria de Garfield, a la que Bruce asistió para dar una demostración de kung-fu. Finalmente, Linda se convirtió en una de sus estudiantes de artes marciales cuando asistía a la Universidad de Washington realizando una licenciatura.
Linda y Bruce se casaron el 17 de agosto de 1964. Tuvieron dos hijos, Brandon y Shannon. Bruce Lee había abierto su propia escuela de kung-fu en ese momento, en la cual enseñaba wing chun, técnica que más tarde serviría como base para el jeet kune do. Murió repentinamente el 20 de julio de 1973, debido a una reacción alérgica a un analgésico.
Linda se casó con Tom Bleecker en 1988, divorciándose dos años después. Se casó con el corredor de bolsa Bruce Cadwell en 1991 y se mudó a Rancho Mirage, California.
A mediados de la década de 1980, Lee Cadwell y su hijo Brandon, que en ese momento comenzaba su carrera de actor, se reunieron con la CEO de Marvel Margaret Loesch a través de Stan Lee, quien pensó que Brandon sería ideal para interpretar al superhéroe Shang-Chi en una adaptación cinematográfica o televisiva de sus aventuras. Aunque el proyecto no se materializó, Brandon pudo iniciar una carrera en el cine de acción. El 31 de marzo de 1993, una segunda tragedia golpeó la vida de Lee Cadwell cuando su hijo Brandon murió accidentalmente por un disparo con un arma de utilería mientras filmaba la película El cuervo.
Cadwell siguió promoviendo el jeet kune do, arte marcial practicado y enseñado por Bruce Lee. Desde 2002 preside, junto con su hija Shannon (quien ahora dirige el patrimonio de la familia Lee) y su yerno Ian Keasler, la Fundación Bruce Lee, una organización sin fines de lucro dedicada a la enseñanza de la filosofía de Lee sobre las artes marciales y sus obras literarias filosóficas.

### Libros
Cadwell escribió el libro de 1975 Bruce Lee: The Man Only I Knew (ISBN 0-446-89407-9), en el cual el largometraje de 1993 Dragón: La historia de Bruce Lee se basó. En la cinta fue interpretada por la actriz Lauren Holly. También escribió el libro de 1989 La historia de Bruce Lee (ISBN 0-89750121-7).

## Filmografía
| Año  | Título                                                 | Rol                              |
| ---- | ------------------------------------------------------ | -------------------------------- |
| 1972 | Operation Reliefe                                      | Ella misma                       |
| 1973 | Bruce Lee: el hombre y su leyenda                      | Ella misma                       |
| 1973 | Operación dragón                                       | Invitada a la fiesta             |
| 1980 | Saturday Night Live                                    | Directora (2 episodios)          |
| 1983 | A Night in Heaven                                      | Ivy                              |
| 1984 | La leyenda de Bruce Lee                                | Ella misma                       |
| 1993 | The Curse of the Dragon                                | Ella misma                       |
| 1999 | Bruce Lee: The Legend Lives On                         | Ella misma (material de archivo) |
| 2000 | Bruce Lee: A Warrior's Journey                         | Ella misma                       |
| 2008 | American Grandmaster: The Life and Death of Mr. Parker | Ella misma                       |
| 2012 | I Am Bruce Lee                                         | Ella misma                       |
| 2020 | Jay Sebring...Cutting to the Truth                     | Ella misma                       |